# Louis Van Amstel
Louis van Amstel (sinh ngày 23 tháng 6 năm 1972) là nhà vô địch điệu nhảy ballroom người Mỹ gốc Hà Lan, vũ công chuyên nghiệp và biên đạo múa xuất hiện trong loạt phim truyền hình thực tế Dancing with the Stars của Mỹ. Anh là người sáng tạo ra chương trình thể dục khiêu vũ nổi tiếng dành cho trẻ em LaBlast.

## Đầu đời
Louis van Amstel sinh ra ở Amsterdam;  ông bà của anh là vũ công ballroom thi đấu. Anh bắt đầu khiêu vũ năm 10 tuổi và tham gia các cuộc thi năm 15. Anh ngừng học ở trường năm 16 tuổi để theo đuổi khiêu vũ toàn thời gian.